# Monaster Žitomislić
Monaster Žitomislić – prawosławny męski klasztor we wsi Žitomislići koło Mostaru, w jurysdykcji eparchii zahumsko-hercegowińskiej i nadmorskiej Serbskiego Kościoła Prawosławnego. Nosi wezwanie Zwiastowania Matki Bożej.

## Życiorys
Monaster został otwarty w XV wieku, a w 1563 odnowiony z fundacji braci Miloradoviciów-Hrabrenów. Według innych źródeł nie była to odnowa, a budowa obiektu po raz pierwszy. Budowa cerkwi klasztornej miała miejsce w latach 1602-1603, do 1609 zakończono wykonywanie fresków w jej wnętrzu. Przy wznoszeniu świątyni pracował mistrz Vukašin z monasteru Orahovica, zaś autorem fresków był zatrudniony do tego celu przez ihumena Sawę mnich Maksym, być może spokrewniony z dobroczyńcami monasteru. W XVII w. wielu mnichów z klasztoru Žitomislić odgrywała znaczącą rolę w życiu duchowym Serbów w regionie, niektórzy wyjeżdżali z monasteru na Athos i obejmowali urząd przełożonych serbskiego monasteru Chilandar.
Rodzina Miloradoviciów-Hrabrenów również w kolejnych stuleciach opiekowała się wspólnotą. W 1707 bracia Mihailo i Gavrilo udali się do Rosji w celu zdobycia pomocy finansowej dla monasteru, a następnie przekazali wspólnocie dary od cara Piotra I. Z kolei w 1691 monaster otrzymał od metropolity Dabaru i Bośni Wissariona oprawiony w srebro i złoto ewangeliarz pochodzący z Rosji. Mnisi zajmowali się przepisywaniem i zdobieniem ksiąg liturgicznych, prowadzili również podstawową szkołę serbską, a od 1848 także niższą szkołę duchowną. Była to pierwsza taka placówka w Bośni, a jej twórcami byli archimandryta Serafin (Perović), późniejszy metropolita zahumsko-hercegowiński, oraz Nikifor Dučić. Szkoła istniała przy klasztorze do 1971.
Monaster był jednym z najważniejszych serbskich ośrodków religijnych w dolinie Neretwy do II wojny światowej. 26 czerwca 1941 ustasze zamordowali wszystkich ośmiu mnichów przebywających w monasterze, a ich zwłoki wrzucili do wspólnego grobu na prawym brzegu Neretwy. Zabudowania monasterskie, cerkwie, archiwum i biblioteka zostały rozgrabione (zniszczeniu uległa kolekcja cennych ikon gromadzonych w monasterze od XVI do XIX w.), a pod koniec r. 1941 całkowicie spalone. Ocalała jedynie jedna ze świątyń (bez wyposażenia). Monaster został reaktywowany w 1967 jako żeński, a zamordowani mnisi w 1991 zostali kanonizowani jako Nowomęczennicy Žitomisliccy. Ich szczątki ekshumowano i wystawiono dla kultu na terenie monasteru jako relikwie. W roku następnym wojska chorwackie całkowicie zniszczyły budynek. Mniszki uciekły z monasteru kilka tygodni wcześniej.
Odbudowa części budynków klasztornych miała miejsce w latach 2003-2005, odnowione obiekty poświęcił patriarcha serbski Paweł. Wówczas do monasteru wróciła męska wspólnota mnisza, która kontynuuje prace nad odrestaurowaniem kompleksu.